# Grace Natalie
 (juillet 2024).
Grace Natalie Louisa née le 4 juillet 1982 à Jakarta, est une journaliste et femme politique indonésienne.

## Biographie
Grace Natalie a terminé ses études secondaires au SMAK 3 BPK Penabur, Jakarta. Elle s'est ensuite spécialisée en comptabilité à l'Institute des affaires et de l'informatique en Indonésie. Elle était assistante d'enseignement et également enseignante de l'école du dimanche à l'église.
Son introduction au journalisme est survenue lorsque le réseau SCTV a organisé son concours SCTV va sur le campus à la recherche de diplômés pour se former en tant que journalistes. Grace a remporté la division Jakarta de la compétition et a ensuite atteint le top cinq au niveau national.

## Carrière télévisuelle
Après avoir terminé ses études, Grace a été recrutée par SCTV et est devenue présentatrice de son émission phare d'information Liputan 6. Au cours de ses premières années en tant que journaliste de télévision, elle a couvert la criminalité, la politique, les affaires et d'autres affaires courantes. Elle a dit qu'il était difficile de s'adapter au monde très dynamique de la télévision avec des horaires de travail imprévisibles. Mais cela n'a pas refroidi son esprit et elle est progressivement tombée amoureuse du monde du journalisme. En trois ans, elle a déménagé à ANTV puis à tvOne.

## Carrière post-TV et politique
En juin 2012, Grace a quitté tvOne pour devenir directrice générale de Saiful Mujani Research and Consulting, affirmant qu'elle souhaitait relever un nouveau défi. En 2014, elle est entrée en politique et est aujourd'hui présidente du Parti de la solidarité indonésienne (PSI), qui a participé aux élections générales indonésiennes de 2019. À la suite de la publication des comptage rapide résultats qui indiquaient que le PSI ne parviendrait pas à se qualifier pour le Conseil représentatif du peuple, Grace a publié une déclaration concédant la perte et promettant de continuer à soutenir le président sortant Joko Widodo. Et ce malgré le fait que Grace ait reçu 179 949 votes, le plus élevé dans la circonscription électorale n ° 3 de Jakarta, où elle a gagné avec une marge significative (en deuxième place, le membre parti de la justice et de la prospérité, Adang Daradjatun a reçu 111 549 votes).